# Pulsellum kurogenge
Pulsellum kurogenge är en blötdjursart som beskrevs av Tadashige Habe och Kosuge 1964. Pulsellum kurogenge ingår i släktet Pulsellum och familjen Pulsellidae. Inga underarter finns listade i Catalogue of Life.